# Élections législatives de 1967 dans la Haute-Loire
Les élections législatives françaises de 1967 se déroulent les 5 et 12 mars 1967.  Dans le département de la Haute-Loire, deux députés sont à élire dans le cadre de deux circonscriptions.

## Élus
| Circonscription | Député sortant                         | Parti | Parti   | Député élu ou réélu | Parti | Parti       |
| --------------- | -------------------------------------- | ----- | ------- | ------------------- | ----- | ----------- |
| 1re             | Jean Prunayre suppléant de Noël Barrot |       | MRP     | Jacques Barrot      |       | CD          |
| 2e              | Marcel Raffier                         |       | UNR-UDT | René Chazelle       |       | FGDS (SFIO) |

## Résultats

### Résultats à l'échelle du département
| Parti          | Parti                                           | Premier tour | Premier tour | Second tour | Second tour | Sièges |
| Parti          | Parti                                           | Voix         | %            | Voix        | %           | Sièges |
| -------------- | ----------------------------------------------- | ------------ | ------------ | ----------- | ----------- | ------ |
|                | Républicains indépendants                       | 16 305       | 15,59        | 19 045      | 17,56       | 0      |
|                | Union des démocrates pour la Ve République      | 13 990       | 13,38        | 18 766      | 17,30       | 0      |
|                | Modérés                                         | 4 050        | 3,87         |             |             | 0      |
|                | Union des républicains de progrès               | 34 345       | 32,85        | 37 811      | 36,16       | 0      |
|                |                                                 |              |              |             |             |        |
|                | Section française de l'Internationale ouvrière  | 12 196       | 11,66        | 21 848      | 20,14       | 1      |
|                | Convention des institutions républicaines       | 9 460        | 9,05         | 12 397      | 11,43       | 0      |
|                | Fédération de la gauche démocrate et socialiste | 21 656       | 20,71        | 34 245      | 32,75       | 1      |
|                |                                                 |              |              |             |             |        |
|                | Progrès et démocratie moderne                   | 36 917       | 35,31        | 36 429      | 33,58       | 1      |
|                | Parti communiste français                       | 9 862        | 9,43         |             |             | 0      |
|                | Divers                                          | 1 780        | 1,70         | 0           |             |        |
|                |                                                 |              |              |             |             |        |
| Inscrits       | Inscrits                                        | 137 450      | 100,00       | 137 422     | 100,00      | 2      |
| Abstentions    | Abstentions                                     | 30 873       | 22,46        | 27 739      | 20,19       |        |
| Votants        | Votants                                         | 106 577      | 77,54        | 109 683     | 79,81       |        |
| Blancs et nuls | Blancs et nuls                                  | 2 017        | 1,89         | 1 198       | 1,09        |        |
| Exprimés       | Exprimés                                        | 104 560      | 98,11        | 108 485     | 98,91       |        |

### Résultats par circonscription

#### Première circonscription (Le Puy-en-Velay - Yssingeaux)
| Candidat       | Candidat           | Parti          | Premier tour | Premier tour | Second tour | Second tour |  |
| Candidat       | Candidat           | Parti          | Voix         | %            | Voix        | %           |  |
| -------------- | ------------------ | -------------- | ------------ | ------------ | ----------- | ----------- |  |
|                | Jacques Barrot élu | CD (PDM)       | 20 313       | 37,28        | 23 970      | 43,26       |  |
|                | Jean Proriol       | RI             | 16 305       | 29,93        | 19 045      | 34,37       |  |
|                | Louis Exbrayat     | FGDS (CIR)     | 9 460        | 17,36        | 12 397      | 22,37       |  |
|                | Jean Souchal       | PCF            | 4 357        | 8            |             |             |  |
|                | Régis Vidal        | Modérés        | 4 050        | 7,43         |             |             |  |
|                |                    |                |              |              |             |             |  |
| Inscrits       | Inscrits           | Inscrits       | 69 991       | 100,00       | 69 968      | 100,00      |  |
| Abstentions    | Abstentions        | Abstentions    | 14 405       | 20,58        | 13 890      | 19,85       |  |
| Votants        | Votants            | Votants        | 55 586       | 79,42        | 56 078      | 80,15       |  |
| Blancs et nuls | Blancs et nuls     | Blancs et nuls | 1 101        | 1,98         | 666         | 1,19        |  |
| Exprimés       | Exprimés           | Exprimés       | 54 485       | 98,02        | 55 412      | 98,81       |  |

#### Deuxième circonscription (Le Puy-en-Velay - Brioude)
| Candidat       | Candidat               | Parti          | Premier tour | Premier tour | Second tour | Second tour |  |
| Candidat       | Candidat               | Parti          | Voix         | %            | Voix        | %           |  |
| -------------- | ---------------------- | -------------- | ------------ | ------------ | ----------- | ----------- |  |
|                | Marcel Raffier sortant | UD-Ve          | 13 990       | 27,94        | 18 766      | 35,36       |  |
|                | René Chazelle élu      | FGDS (SFIO)    | 12 196       | 24,36        | 21 848      | 41,17       |  |
|                | Jean-Claude Simon      | CD (PDM)       | 11 515       | 23           | 12 459      | 23,48       |  |
|                | Alfred Biscarlet       | PCF            | 5 505        | 10,99        |             |             |  |
|                | Jean Deshors           | CNIP           | 5 089        | 10,16        |             |             |  |
|                | Lucien Deleule         | Divers         | 1 604        | 3,2          |             |             |  |
|                | F.A. Surrel            | Divers         | 176          | 0,35         |             |             |  |
|                |                        |                |              |              |             |             |  |
| Inscrits       | Inscrits               | Inscrits       | 67 459       | 100,00       | 67 454      | 100,00      |  |
| Abstentions    | Abstentions            | Abstentions    | 16 468       | 24,41        | 13 849      | 20,53       |  |
| Votants        | Votants                | Votants        | 50 991       | 75,59        | 53 605      | 79,47       |  |
| Blancs et nuls | Blancs et nuls         | Blancs et nuls | 917          | 1,8          | 532         | 0,99        |  |
| Exprimés       | Exprimés               | Exprimés       | 50 074       | 98,2         | 53 073      | 99,01       |  |